# Műkorcsolya a 2024. évi téli ifjúsági olimpiai játékokon
A 2024. évi téli ifjúsági olimpiai játékokon a műkorcsolya versenyszámait január 10. és január 15. között rendezték a Gangneung Ice Arenában.
A műkorcsolya versenyszámai öt versenyszámból álltak, a fiú és a lány egyéniből, a párosból, a jégtáncból, illetve a csapatversenyből. A két egyéni és a páros műkorcsolyázás két részből tevődött össze, egy rövid programból és egy szabadprogramból, míg a jégtánc egy ritmustáncból és egy szabadon választott táncból. A csapatverseny során nyolc csapat mérethette meg magát úgy, hogy a négy kategória közül legalább háromban jégre kellett lépniük, és melyen minden egyes korcsolyázó, vagy páros pontokat szerzett csapata számára.
A 2020-as lausanne-i ifjúsági olimpiától eltérően a nemzetek vegyes csapatversenyét felváltotta a Nemzeti olimpiai bizottságok (NOC) által delegált csapatok versenye, továbbá a teljes sportolói kvóta 76-ról 72 sportolóra csökkent. Új szabályként jelent meg, hogy az egyes korcsolyázók/párok/párosok összteljesítményének értékelése három programelemre változott, úgymint összetétel, kivitelezés és korcsolyázó képesség.

## A versenyszámok időrendje
A műkorcsolya és jégtánc versenyek hivatalosan 5 versenynapból álltak. A versenyszámok eseményei helyi idő szerint (UTC+09:00), zárójelben magyar idő szerint (UTC+01:00) olvashatóak:
| január 27., szombat                             | január 28., vasárnap                             | január 29., hétfő                               | január 30., kedd                                  | január 31., szerda | február 1., cstörtök                                             |
| ----------------------------------------------- | ------------------------------------------------ | ----------------------------------------------- | ------------------------------------------------- | ------------------ | ---------------------------------------------------------------- |
|                                                 |                                                  | 11:30-12:05 (03:30-04:05) Páros (szabadprogram) | 11:30-13:30 (03:30-05:30) Jégtánc (szabadprogram) |                    | 11:30-12:12 (03:30-04:12) Csapatverseny (jégtánc, szabadprogram) |
| 13:30-14:01 (05:30-06:01) Páros (rövid program) | 13:30-15:04 (05:30-07:04) Jégtánc (ritmustánc)   |                                                 |                                                   |                    | 12:35-12:55 (04:35-04:55) Csapatverseny (páros, szabadprogram)   |
|                                                 |                                                  | 14:00-16:45 (06:00-08:45) Fiúk (szabadprogram)  | 14:30-17:15 (06:30-09:15) Lányok (szabadprogram)  |                    | 13:15-13:57 (05:15-05:57) Csapatverseny (fiúk, szabadprogram)    |
| 16:00-18:25 (08:00-10:25) Fiúk (rövid program)  | 16:10-18:35 (08:10-10:35) Lányok (rövid program) |                                                 |                                                   |                    | 14:20-15:02 (06:20-07:02) Csapatverseny (lányok, szabadprogram)  |

## A versenyen részt vevő nemzetek
A versenyen 25 nemzet 68 sportolója – 34 fiú és 34 lány – vett részt, bár a ciprusi színekben induló Stefania Yakovlevát egészségügyi okokra hivatkozva visszaléptették a rövid program előtt. Azok a korcsolyázók vehettek részt az eseményen, akik 2006. január 1. és 2009. december 31. között születtek.
| Részt vevő nemzetek fiú / lány megbontásban | Részt vevő nemzetek fiú / lány megbontásban | Részt vevő nemzetek fiú / lány megbontásban | Részt vevő nemzetek fiú / lány megbontásban | Részt vevő nemzetek fiú / lány megbontásban | Részt vevő nemzetek fiú / lány megbontásban | Részt vevő nemzetek fiú / lány megbontásban | Részt vevő nemzetek fiú / lány megbontásban | Részt vevő nemzetek fiú / lány megbontásban |
| ------------------------------------------- | ------------------------------------------- | ------------------------------------------- | ------------------------------------------- | ------------------------------------------- | ------------------------------------------- | ------------------------------------------- | ------------------------------------------- | ------------------------------------------- |
| Nemzet                                      | F                                           | L                                           | Nemzet                                      | F                                           | L                                           | Nemzet                                      | F                                           | L                                           |
| Ausztrália                                  | 1                                           | 2                                           | Izrael                                      | 0                                           | 1                                           | Spanyolország                               | 1                                           | 1                                           |
| Ciprus                                      | 0                                           | 1                                           | Japán                                       | 2                                           | 2                                           | Svájc                                       | 2                                           | 1                                           |
| Csehország                                  | 2                                           | 2                                           | Kanada                                      | 4                                           | 4                                           | Svédország                                  | 1                                           | 0                                           |
| Dél-Korea                                   | 2                                           | 3                                           | Kína                                        | 2                                           | 2                                           | Szlovákia                                   | 1                                           | 0                                           |
| Egyesült Államok                            | 3                                           | 3                                           | Lettország                                  | 1                                           | 1                                           | Tajvan                                      | 0                                           | 1                                           |
| Észtország                                  | 1                                           | 1                                           | Magyarország                                | 0                                           | 1                                           | Új-Zéland                                   | 1                                           | 0                                           |
| Finnország                                  | 0                                           | 1                                           | Nagy-Britannia                              | 2                                           | 1                                           | Ukrajna                                     | 2                                           | 1                                           |
| Franciaország                               | 2                                           | 2                                           | Németország                                 | 1                                           | 1                                           |                                             |                                             |                                             |
| Grúzia                                      | 1                                           | 1                                           | Olaszország                                 | 2                                           | 1                                           |                                             |                                             |                                             |

F = fiú, L = lány

## A versenyen részt vevők versenyszámonként
A Nemzetközi Korcsolyázó Szövetség 2024. január 15-én tette közzé a nevezések teljes listáját.
| Nemzet           | Fiú egyéni                      | Lány egyéni                                    | Jégtánc                                              | Páros                                                   | Csapat                                                                                           |
| ---------------- | ------------------------------- | ---------------------------------------------- | ---------------------------------------------------- | ------------------------------------------------------- | ------------------------------------------------------------------------------------------------ |
| Ausztrália       |                                 | Sienna Kaczmarczyk                             | Peyton Bellamy-Martins Kryshtof Pradeaux             |                                                         |                                                                                                  |
| Ciprus           |                                 | Stefania Yakovleva                             |                                                      |                                                         |                                                                                                  |
| Csehország       |                                 |                                                | Andrea Pšurná Jáchym Novák Klára Vlčková Tomáš Vlček |                                                         |                                                                                                  |
| Dél-Korea        | Kim Hjungjon (Kim Hyun-gyeom)   | Sin Csia (Shin Ji-a) Kim Juszong (Kim Yuseong) |                                                      | Kim Jin-ny I Namu (Lee Na-mu)                           | Kim Hjungjon (Kim Hyun-gyeom) Sin Csia (Shin Ji-a) Kim Jin-ny I Namu (Lee Na-mu)                 |
| Egyesült Államok | Jacob Sanchez                   | Sherry Zhang                                   | Cayla Smith Jared McPike                             | Olivia Ilin Dylan Cain                                  | Jacob Sanchez Sherry Zhang Cayla Smith Jared McPike Olivia Ilin Dylan Cain                       |
| Észtország       | Jegor Martsenko                 | Maria Eliise Kaljuvere                         |                                                      |                                                         |                                                                                                  |
| Finnország       |                                 | Iida Karhunen                                  |                                                      |                                                         |                                                                                                  |
| Franciaország    | Gianni Motilla                  | Eve Dubecq                                     |                                                      | Ambre Perrier-Gianesini Samuel Blanc-Klaperman          | Gianni Motilla Eve Dubecq Ambre Perrier-Gianesini Samuel Blanc-Klaperman                         |
| Grúzia           | Konstantin Supatashvili         | Inga Gurgenidze                                |                                                      |                                                         |                                                                                                  |
| Izrael           |                                 | Sophia Shifrin                                 |                                                      |                                                         |                                                                                                  |
| Japán            | Kakiucsi Haru Nakata Rió        | Simada Mao Takagi Jó                           |                                                      |                                                         |                                                                                                  |
| Kanada           | David Li                        | Kaiya Ruiter                                   | Annika Behnke Kole Sauve                             | Audra Gans Michael Boutsan Caroline Kravets Jacob Stark | David Li Kaiya Ruiter Annika Behnke Kole Sauve Audra Gans Michael Boutsan                        |
| Kína             | Tien Tung-ho (Tian Tonghe)      | Kao Si-csi (Gao Shiqi)                         |                                                      | Liu Tung (Liu Tong) Ko Csüan-suo (Ge Quanshuo)          | Tien Tung-ho (Tian Tonghe) Kao Si-csi (Gao Shiqi) Liu Tung (Liu Tong) Ko Csüan-suo (Ge Quanshuo) |
| Lettország       | Kirills Korkačs                 | Sofja Stepčenko                                |                                                      |                                                         |                                                                                                  |
| Magyarország     |                                 | Ekker Léna                                     |                                                      |                                                         |                                                                                                  |
| Nagy-Britannia   | Tao MacRae                      |                                                |                                                      | Ashlie Slatter Atl Ongay-Perez                          |                                                                                                  |
| Németország      |                                 |                                                |                                                      | Mia Lee Mayer Davide Calderari                          |                                                                                                  |
| Olaszország      | Raffaele Francesco Zich         |                                                |                                                      | Zoe Bianchi Pietro Rota                                 |                                                                                                  |
| Spanyolország    |                                 |                                                | Carolina Campillo Pau Vilella                        |                                                         |                                                                                                  |
| Svájc            | Aurélian Chervet Georgii Pavlov | Anthea Gradinaru                               |                                                      |                                                         |                                                                                                  |
| Svédország       | Elias Sayed                     |                                                |                                                      |                                                         |                                                                                                  |
| Szlovákia        | Adam Hagara                     |                                                |                                                      |                                                         |                                                                                                  |
| Tajvan           |                                 | Caj Ju-feng (Tsai Yu-Feng)                     |                                                      |                                                         |                                                                                                  |
| Új-Zéland        | Li Yanhao                       |                                                |                                                      |                                                         |                                                                                                  |
| Ukrajna          | Vadym Novikov                   |                                                |                                                      | Sofiia Rekunova Denys Fediankin                         |                                                                                                  |

## Eredmények

### Éremtáblázat
(A rendező nemzet csapata eltérő háttérszínnel, a táblázatokban az egyes számoszlopok legmagasabb értéke, vagy értékei vastagítással kiemelve.)
| A 2024. évi téli ifjúsági olimpiai játékok éremtáblázata műkorcsolyában | A 2024. évi téli ifjúsági olimpiai játékok éremtáblázata műkorcsolyában | A 2024. évi téli ifjúsági olimpiai játékok éremtáblázata műkorcsolyában | A 2024. évi téli ifjúsági olimpiai játékok éremtáblázata műkorcsolyában | A 2024. évi téli ifjúsági olimpiai játékok éremtáblázata műkorcsolyában | Olimpia  |
| ----------------------------------------------------------------------- | ----------------------------------------------------------------------- | ----------------------------------------------------------------------- | ----------------------------------------------------------------------- | ----------------------------------------------------------------------- | -------- |
|                                                                         | Ország                                                                  | Arany                                                                   | Ezüst                                                                   | Bronz                                                                   | Összesen |
| 1.                                                                      | Dél-Korea (KOR)                                                         | 2                                                                       | 1                                                                       | 0                                                                       | 3        |
| 2.                                                                      | Japán (JPN)                                                             | 1                                                                       | 0                                                                       | 1                                                                       | 2        |
| 2.                                                                      | Kanada (CAN)                                                            | 1                                                                       | 0                                                                       | 1                                                                       | 2        |
| 4.                                                                      | Franciaország (FRA)                                                     | 1                                                                       | 0                                                                       | 0                                                                       | 1        |
|                                                                         |                                                                         |                                                                         |                                                                         |                                                                         |          |
| 5.                                                                      | Egyesült Államok (USA)                                                  | 0                                                                       | 3                                                                       | 0                                                                       | 3        |
| 6.                                                                      | Szlovákia (SVK)                                                         | 0                                                                       | 1                                                                       | 0                                                                       | 1        |
|                                                                         |                                                                         |                                                                         |                                                                         |                                                                         |          |
| 7.                                                                      | Nagy-Britannia (GBR)                                                    | 0                                                                       | 0                                                                       | 1                                                                       | 1        |
| 7.                                                                      | Spanyolország (ESP)                                                     | 0                                                                       | 0                                                                       | 1                                                                       | 1        |
| 7.                                                                      | Új-Zéland (NZL)                                                         | 0                                                                       | 0                                                                       | 1                                                                       | 1        |
|                                                                         |                                                                         |                                                                         |                                                                         |                                                                         |          |
| Összesen                                                                | Összesen                                                                | 5                                                                       | 5                                                                       | 5                                                                       | 15       |

### Éremszerzők
| A 2024. évi téli ifjúsági olimpiai játékok érmesei műkorcsolyában | |        | |        | |        |
| Versenyszám                                                       | Arany | Arany  | Ezüst | Ezüst  | Bronz                                                                                              | Bronz  |
| Fiú                                                               | Kim Hjungjon (Kim Hyun-gyeom) · Dél-Korea (KOR)                                                          | 216,73 | Adam Hagara · Szlovákia (SVK)                                                                                 | 216,23 | Li Yanhao · Új-Zéland (NZL)                                                                        | 208,84 |
| Lány                                                              | Simada Mao · Japán (JPN)                                                                                 | 196,99 | Sin Csia (Shin Ji-a) · Dél-Korea (KOR)                                                                        | 191,83 | Takagi Jó · Japán (JPN)                                                                            | 183,20 |
| Páros                                                             | Kanada (CAN) · Annika Behnke · Kole Sauve                                                                | 113,63 | Egyesült Államok (USA) · Cayla Smith · Jared McPike                                                           | 98,00  | Spanyolország (ESP) · Carolina Campillo · Pau Vilella                                              | 94,03  |
| Jégtánc                                                           | Franciaország (FRA) · Ambre Perrier-Gianesini · Samuel Blanc-Klaperman                                   | 155,35 | Egyesült Államok (USA) · Olivia Ilin · Dylan Cain                                                             | 142,38 | Nagy-Britannia (GBR) · Ashlie Slatter · Atl Ongay-Perez                                            | 140,16 |
| Csapat                                                            | Dél-Korea (KOR) · Kim Hjungjon (Kim Hyun-gyeom) · Sin Csia (Shin Ji-a) · Kim Jin-ny · I Namu (Lee Na-mu) | 13     | Egyesült Államok (USA) · Jacob Sanchez · Sherry Zhang · Cayla Smith · Jared McPike · Olivia Ilin · Dylan Cain | 12     | Kanada (CAN) · David Li · Kaiya Ruiter · Annika Behnke · Kole Sauve · Audra Gans · Michael Boutsan | 9      |